# Vilabertran (Dalí)
Vilabertran (1913) és una pintura del surrealista català Salvador Dalí. Aquesta és una de les primeres obres de Dalí, pintada quan tenia uns nou anys. És un paisatge pintura de Vilabertran, tal com Dalí va dibuixar sovint en la seva primera època.